# Кукурузены
Кукурузень (рум. Cucuruzeni) — село в Оргеевском районе Молдавии. Является административным центром коммуны Кукурузены, включающей также село Окница-Резешь.

## География
Село расположено на высоте 69 метров над уровнем моря.

## Население
По данным переписи населения 2004 года, в селе Кукурузень проживает 1808 человек (880 мужчин, 928 женщин).
Этнический состав села:
| Национальность | Число жителей | Процентный состав |
| -------------- | ------------- | ----------------- |
| молдаване      | 1752          | 96.9              |
| румыны         | 41            | 2.27              |
| русские        | 9             | 0.5               |
| украинцы       | 5             | 0.28              |
| болгары        | 1             | 0.06              |
| Всего          | 1808          | 100%              |

## Знаменитости
- В селе жил и учился Иван Григорьевич Устиян — молдавский политик и экономист, председатель совета министров МССР в 1980—85 гг.

- Сельскохозяйственное училище в Кукурузенах (в то время Кокорозены) в 1900 году окончил Григорий Иванович Котовский, впоследствии советский военный деятель. О годах своей учёбы он вспоминал в сентябре 1916 г.:

Из всей прожитой мною жизни время пребывания моего в Кокорозенском сельскохозяйственном училище является самым светлым, ярким, радостным, по своим воспоминаниям и впечатлениям, периодом. С чувством глубокого удовлетворения вспоминаю я дни, проведенные в стенах этого училища в качестве воспитанника; вспоминаю всех славных и милых товарищей по училищу и классу, работающих в настоящее время на обширной ниве нашей дорогой Родины и применяющих по мере своих сил и способностей, во имя общей общественной пользы и общего государственного блага, свои познания, которыми их снабдила школа; вспоминаю с искренним уважением и любовью всех преподавателей, наставников и воспитателей, с незабвенным и дорогим директором училища Иосифом Григорьевичем Киркоровым во главе, которые отдавали нам своё время, свой труд и свои душевные силы в стремлении создать из нас интеллигентных, полезных, технически подготовленных работников в области сельского хозяйства, работников, которые, получив в училище известную сумму специальных агрономических и других знаний, осуществляли бы применение этих знаний практически в жизни, служа в этом отношении наглядным примером для окружающей среды и способствуя этим улучшению, общему подъему сельского хозяйства, от которого зависит общее благосостояние нашего отечества.